# Ferslev-stenen 1
Ferslev-stenen 1 er en runesten, fundet i Ferslev. Stenen, der er tilhugget til byggesten, omtales først af Johannes Mejer i 1654. Den sad dengang i Ferslev kirkes triumfmur, således at de nederste to ord var skjult bag korets nordmur. Nu er den indmuret i våbenhuset på indersiden. Fra Ferslev stammer også et fragment af en anden runesten Ferslev-stenen 2, som er gået tabt før 1870, hvor Magnus Petersen eftersøgte det.

## Indskrift
| Translitteration | (t)uki : sati : stin : þąnsi : aft : : ąsta : sun : sin : lutaris : sun |
| Transskription   | Tōki satti stēn þannsi æft Āsta, sun sinn, {lutaris} sun.               |
| Oversættelse     | Toke(?), <lutaris>'s søn, satte denne sten efter Asti sin søn.          |

Runestenen er et fragment, men indskriften er formentlig ordnet i bustrofedon.